# Trust Building (Sydney)
Het Trust Building is een monumentaal kantoor- en bedrijfsgebouw en voormalig hotel, gelegen aan Castlereagh Street 72-72a, in het centrale zakendistrict van Sydney, in het lokale bestuursgebied City of Sydney in New South Wales, Australië. Het werd ontworpen door de firma Robertson & Marks en gebouwd van 1914 tot 1916 door Stuart Brothers. Het werd op 2 april 1999 toegevoegd aan het erfgoedregister van de staat New South Wales. 

## Geschiedenis
Het Trust Building werd tussen 1914 en 1916 gebouwd om de kantoren van The Daily Telegraph te huisvesten, de toonaangevende broadsheet-krant van die tijd.  Het gebouw werd ontworpen door het architectenbureau Robertson en Marks in de stijl van het commerciële palazzo uit het interbellum. Het gebouw werd opgetrokken door de Stuart Brothers. De eerste steen voor het Trust Building werd in februari 1914 gelegd door de president van de krantenuitgeverij The Daily Telegraph, J. Randall Carey.  The Daily Telegraph begon in 1916 met haar activiteiten in het gebouw en de eerste huurder betrok de bovenste verdiepingen in 1917.
De oorspronkelijke ontwerpen van het gebouw omvatten alle functies van een krantenproductiekantoor. De kelderverdiepingen werden ingenomen door gigantische drukmachines die vanaf de straat door kleine ramen te zien waren. De hoofdingang van het gebouw bevond zich op de hoek en kwam uit op een grote reclamehal. De kantoren van de Daily Telegraph bleven in het Trust Building tot 1929, toen de krant verhuisde na de verkoop aan Associated Newspapers Limited. Nadat de krant het gebouw verliet, werden de verdiepingen 5-8 verhuurd aan verschillende architecten, tandartsen en financiers, terwijl de meeste kantoren naar advocaten gingen. Pastoralist en ondernemer Sir Rupert Clarke verhuurde de 7e verdieping. Na de verhuizing van de krant in 1929 werd het gebouw gekocht door een consortium uit Sydney genaamd King Street Freehold Ltd., dat er in 1929 het Hotel Savoy vestigde.
Het gebouw werd gerenoveerd naar ontwerpen van Ross en Rowe. De benedenverdieping werd een bar met twee verdiepingen in de toenmalige "Spaanse architectuurstijl". De begane grond werd de hoofdlounge en de bovenverdieping werd verdeeld in kleinere ruimtes waar badkamers werden toegevoegd. Op elke verdieping werd ook een loungeruimte toegevoegd. De oorspronkelijke hoekingang werd verwijderd en er werd een zijingang aan de straat aangelegd. 
Het Hotel Savoy ging drie jaar later failliet op het hoogtepunt van de Grote Depressie. Het Trust Building werd vervolgens verkocht en werd het verzekeringspand voor de Southern British National Trust nadat het was gerenoveerd door de architect Samuel Lipson. Nieuwe ingangen werden toegevoegd aan zowel King Street als Castlereagh Street en de onderste verdiepingen werden gerenoveerd in gepolijst trachiet. Het nieuwe interieur was in de Art Deco-stijl. Andere toevoegingen aan het gebouw omvatten een nieuwe conferentiezaal, een bankkamer en gangen op de bovenverdieping. De resterende binnenbekleding van het gebouw tot aan de laatste geregistreerde opmeting in februari tot april 1989 dateert uit deze tijd.  Al deze werkzaamheden werden voltooid in 1934 en het gebouw kreeg de naam Trust Building. In 1936 werd het gebouw gekocht door de Bank of New South Wales, die later Westpac werd als onderdeel van een fusie.
Architecten Robertson en Marks kregen een nieuwe opdracht voor het gebouw. Ze voegden er winkels op de benedenverdieping aan toe, waaronder Cornelius Furs, dat er in 1989 nog steeds was, ten tijde van de laatste inspectie. In 1938 werden hulpkolommen en een elektriciteitsonderstation aan de kelder toegevoegd 
In 1985 werden nieuwe klassieke liftinterieurs geïnstalleerd. De liftlobby's zijn aangepast met nieuwe liftdeuren en -omlijstingen. De klokken en het bronzen fries met aanduidingen zijn gedeeltelijk gereproduceerd om te lijken op het uiterlijk van het Trust Building in 1934. Kleine reparaties en aanpassingen vonden plaats tot 1989, toen het gebouw voor het laatst werd geïnspecteerd. Huurders, zoals advocaten en juweliers, hebben sinds ongeveer 1936 op de bovenste verdiepingen gewoond. 

## Beschrijving
Het Trust Building, gelegen aan King Street 155, op de hoek van Castlereagh Street in Sydney. Het gebouw is een twaalf verdiepingen tellend gebouw met een betonnen en stalen frame en drie extra kelderverdiepingen. Het gebouw heeft stenen buitenmuren en een stalen mansardedak (oorspronkelijk van leisteen). De funderingslagen waren oorspronkelijk van trachiet met een rotsachtige ondergrond en de bovenste verdiepingen van bewerkt Pyrmont-zandsteen. Het interieur was een combinatie van marmer, tegels en pleisterwerk.
De Art Deco-bankzaal, twee foyers, gangen en liftlobby's zijn grotendeels intact gebleven. 

## Staatserfgoedlijst
Het Trust Building is van staatsbelang als een van de belangrijkste gebouwen die in Sydney zijn opgetrokken in de periode vóór de Eerste Wereldoorlog. Het is een ongeëvenaard voorbeeld van architectuur in de commerciële palazzo-stijl uit het interbellum. De buitenkant van het gebouw is het toonaangevende voorbeeld van de eerste generatie wolkenkrabbers in Sydney. Het is tevens een zeldzaam, speciaal voor commerciële doeleinden gebouwd gebouw dat in Sydney bewaard is gebleven uit de Edwardiaanse periode. 
Het Trust Building is de locatie van het voormalige kantoor van de Daily Telegraph, het dagblad met de hoogste oplage uit die tijd. Dit gebouw is een van de vier overgebleven krantenkantoren die tussen 1900 en 1930 zijn gebouwd.
Trust Building werd op 2 april 1999 opgenomen in het New South Wales State Heritage Register en voldeed aan de volgende criteria.
De plek heeft een sterke of speciale band met een persoon of groep personen die van belang zijn voor de culturele of natuurlijke geschiedenis van Nieuw-Zuid-Wales.
Het Trust Building is van staatsbelang als voormalig kantoor van The Daily Telegraph, Sydney's meest gelezen dagblad ten tijde van de bouw. Het is een van de vier overgebleven voormalige krantenkantoren uit de periode 1900-1930. Het Trust Building is van belang als kantoor in Sydney van Sir Rupert Clarke, een vooraanstaande Victoriaanse veehouder en ondernemer.
De locatie is belangrijk omdat deze esthetische kenmerken en/of een hoge mate van creatieve of technische prestatie in Nieuw-Zuid-Wales aantoont.
Het Trust Building is van staatsbelang als een toonaangevend voorbeeld van de eerste generatie wolkenkrabbers in Sydney.
Deze plek herbergt ongewone, zeldzame of bedreigde aspecten van de culturele en natuurlijke geschiedenis van Nieuw-Zuid-Wales.
Het Trust Building is van staatsbelang als een zeldzaam overgebleven commercieel gebouw uit de Edwardiaanse periode.